# Big Dog Daddy
Big Dog Daddy é um álbum de estúdio de Toby Keith, lançado em 2007.